# حكومة سعيد المفتي الثانية
حكومة سعيد المفتي الثانية هي الحكومة الثالثة والعشرون من حكومات المملكة الأردنية الهاشمية. شكّل سعيد المفتي الحكومة في 14 أكتوبر عام 1950 م، بتكليف من ملك الأردن عبد الله الأول بن الحسين. وقد حلّت الحكومة في 4  ديسيمبر عام 1950.